# لورا زانازا
لورا زانازا (مواليد 29 يوليو 1982) هي سباحة إيطالية متزامنة شاركت في دورة الألعاب الأولمبية الصيفية لعام 2004. 